# والگریو
والگریو (به انگلیسی: Walgrave) یک روستا و محله مدنی در بریتانیا است که در Daventry واقع شده‌است. والگریو ۸۶۸ نفر جمعیت دارد.